# Torneo Interbritannico 1935
Il Torneo Interbritannico 1935 fu la quarantasettesima edizione del torneo di calcio conteso tra le Home Nations dell'arcipelago britannico. Il torneo fu vinto congiuntamente da Scozia ed Inghilterra.

## Risultati
| Data              | Luogo     | Squadra 1   | Risultato | Squadra 2   |
| ----------------- | --------- | ----------- | --------- | ----------- |
| 29 settembre 1934 | Cardiff   | Galles      | 0 - 4     | Inghilterra |
| 20 ottobre 1934   | Belfast   | Irlanda     | 2 - 1     | Scozia      |
| 21 novembre 1934  | Aberdeen  | Scozia      | 3 - 2     | Galles      |
| 6 febbraio 1935   | Liverpool | Inghilterra | 2 - 1     | Irlanda     |
| 27 marzo 1935     | Wrexham   | Galles      | 3 - 1     | Irlanda     |
| 6 aprile 1935     | Glasgow   | Scozia      | 2 - 0     | Inghilterra |

## Classifica
| Pos | Squadra     | Pti | G | V | N | P | GF | GS |
| --- | ----------- | --- | - | - | - | - | -- | -- |
| 1   | Inghilterra | 4   | 3 | 2 | 0 | 1 | 6  | 3  |
| 1   | Scozia      | 4   | 3 | 2 | 0 | 1 | 6  | 4  |
| 3   | Irlanda     | 2   | 3 | 1 | 0 | 2 | 4  | 6  |
| 3   | Galles      | 2   | 3 | 1 | 0 | 2 | 5  | 8  |